# Amt Moorsee
Das Amt Moorsee war ein Amt im Kreis Plön in Schleswig-Holstein. Es bestand aus den Gemeinden Meimersdorf, Moorsee, Rönne und Wellsee. Die Amtsverwaltung befand sich in Poppenbrügge. Zum 26. April 1970 wurden die dem Amt angehörenden Gemeinden nach Kiel eingemeindet und das Amt wurde aufgelöst.